# Moto Igualada-Kilimanjaro
L'Expedició Moto Igualada – Kilimanjaro, coneguda també simplement com a Moto Igualada – Kilimanjaro, fou una expedició motoritzada portada a terme per vuit catalans l'any 1974, en el decurs de la qual varen fer el cim del Kilimanjaro a bord d'una motocicleta Bultaco Sherpa T de 250 cc, igualant així el rècord mundial d'altitud amb moto. L'expedició, organitzada pel Moto Club Igualada, la formaven muntanyencs amateurs i alhora afeccionats al trial igualadins: Pep Bou, Juli Bernaus, Josep Maria Casas, Santiago Godó, Josep Maria Lladó, Jaume Llansana, Joan Mollà i Jaume Travesset (pocs anys més tard, Godó, Lladó i Llansana formaren part de l'expedició Moto Igualada-Aconcagua que establí un nou rècord mundial, en arribar als 6.800 m d'altitud a l'Aconcagua, el gener de 1977)
Fou el 26 d'octubre de 1974 quan els membres de l'expedició culminaren l'Uhuru Peak (al Kibo), el punt més alt del Kilimanjaro. Per bé que en aquell moment el rècord fou xifrat en 6.010 m, l'alçada real de l'Uhuru Peak és de 5.895 m, i de fet aquesta és la dada que consta al diploma acreditatiu de la fita (19.340 peus). La confusió pot haver estat deguda al fet que l'alçada del Kilimanjaro ha estat revisada diverses vegades al llarg de la història, obtenint-se'n resultats diferents a cada mesurament.

## Història

### Antecedents
La primera expedició motoritzada que aconseguí arribar dalt de tot del Kilimanjaro l'encapçalava el neozelandès Billy d, qui en companyia de Chris Sharp i Doug Parry coronà l'Uhuru Peak el 7 de març de 1973 a bord d'una ČZ de motocròs de 250 cc. Billy d establia així el rècord mundial d'altitud en moto, fixant-lo correctament en 19.340 peus (5.895 m). Després d'aquesta expedició, al desembre del mateix 1973 els francesos Christian Lacombe i Pierre Barret aconseguiren culminar el Gilman's Point (18.640 peus, 5.681 m) amb una Yamaha TY250 de trial.
A banda, cal esmentar també l'expedició Moto Himàlaia, portada a terme per sis barcelonins, que el 16 de novembre d'aquell mateix any aconseguí arribar als 5.156 m a l'Himàlaia, concretament a la glacera de l'Imja Khola.

### Idea inicial
Mentre se succeïen les expedicions anteriors, a Igualada en Jaume Travesset i en Santi Godó feia temps que anaven covant la seva idea de fer-ne una de pròpia. A primers de 1973 l'expedició quedà perfilada i, després de dos anys de preparatius, decidiren sortir el mes de juliol de 1974 amb dues Bultaco Sherpa T 250 del model 124 (la que pilotà en Josep Maria Lladó, amb la matrícula B-1007-AM, i l'altra, B-1008-AM). Portaren també un vehicle tot terreny com a vehicle de suport.
El pla era anar d'Igualada a Algesires per carretera, embarcar-se allà rumb a Tànger i, des d'allà, travessar Àfrica de nord a sud fins a arribar al Parc Nacional del Kilimanjaro. Un cop en territori massai, calia repassar les motos i adequar-les als problemes d'altitud, neu i gel per tal de poder fer el cim de l'Uhuru Peak. Després, les mateixes motos havien de tornar a Catalunya tot travessant el Sàhara algerià. En teoria cobririen uns 20.000 km en quatre mesos, i la intenció era fer tot el viatge damunt les motos.

### Ruta d'anada

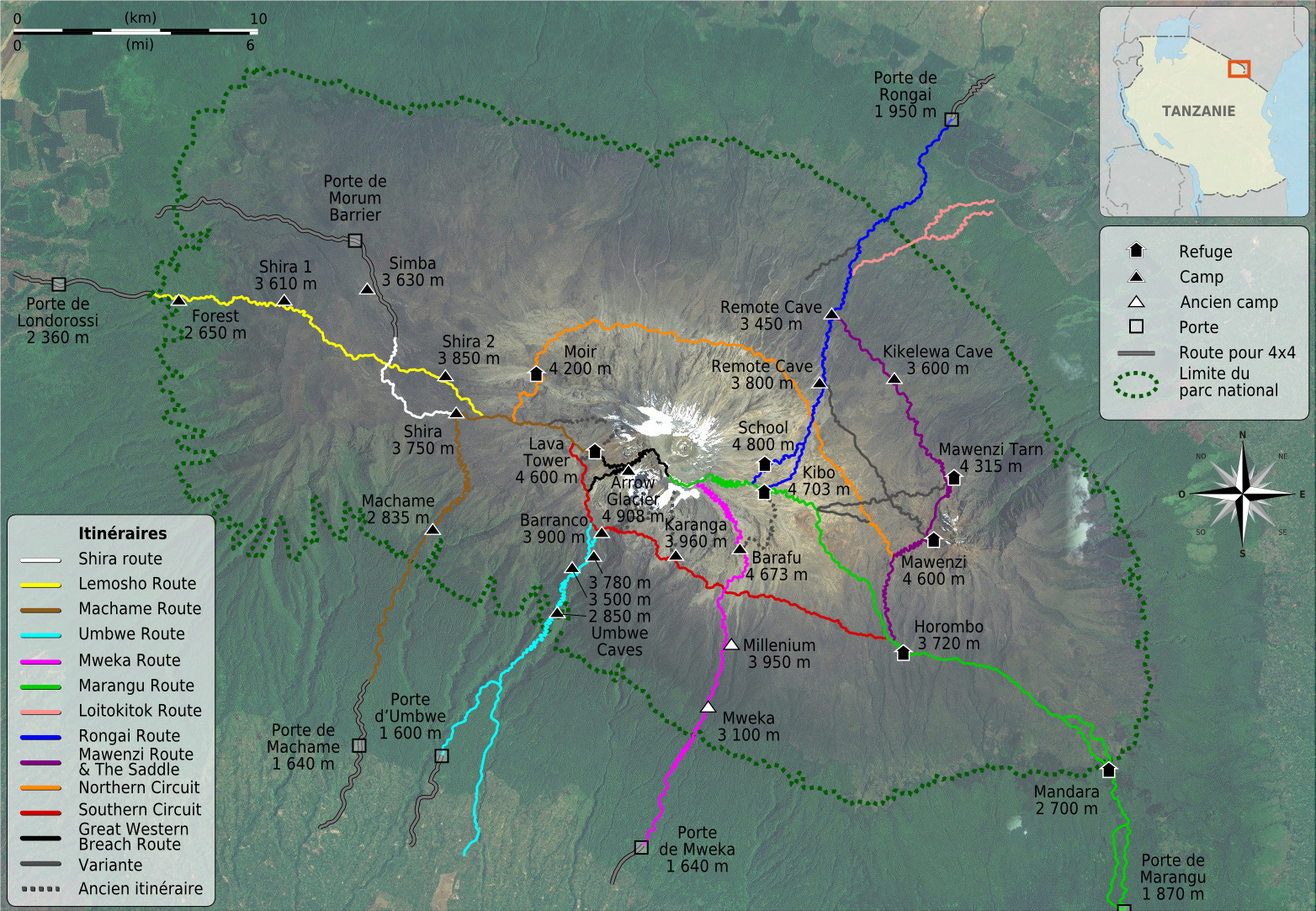
Mapa de les rutes d'ascensió al Kilimanjaro (en verd, la Ruta Marangu)

Un cop al continent africà, els països que travessà l'expedició fins a arribar al Kilimanjaro varen ser aquests:
- Marroc
- Sàhara espanyol, visitant les mines de fosfats de Bucraa
- Mauritània, passant per la ruta d'Atar, per una petita franja que entra una altra vegada al Sàhara espanyol i travessant el riu Rosso
- Senegal, passant per Dakar, l'illa de Gorée i Tambacounda
- Mali, passant per Bamako
- Costa d'Ivori, passant per Sakassou i Abidjan
- Ghana
- Togo, passant per Lomé
- Dahomey
- Nigèria, passant per Lagos i Biafra, on entraren a la zona dels Igbos, plena aleshores de guerrillers
- Camerun
- República Centre-africana
- Congo Belga -anomenat aleshores Zaire- fins a arribar al Serengeti
- Ruanda
- Tanzània

Arribats a Tanzània s'allotjaren al Marangu Hotel, des d'on surt la Ruta Marangu d'ascensió al Kilimanjaro, la que havien triat per a pujar-hi (i la mateixa que havien fet servir les expedicions anteriors). Un cop aconseguits els permisos administratius (després d'un estira-i-arronsa amb el director del Parc Nacional, que primer només els autoritzava a pujar per la més difícil Ruta Machame en comptes de la Marangu), el 21 d'octubre es posaren en camí amb la idea d'arribar al segon refugi i pernoctar a 3.700 m.

#### L'ascensió, dia a dia[12]

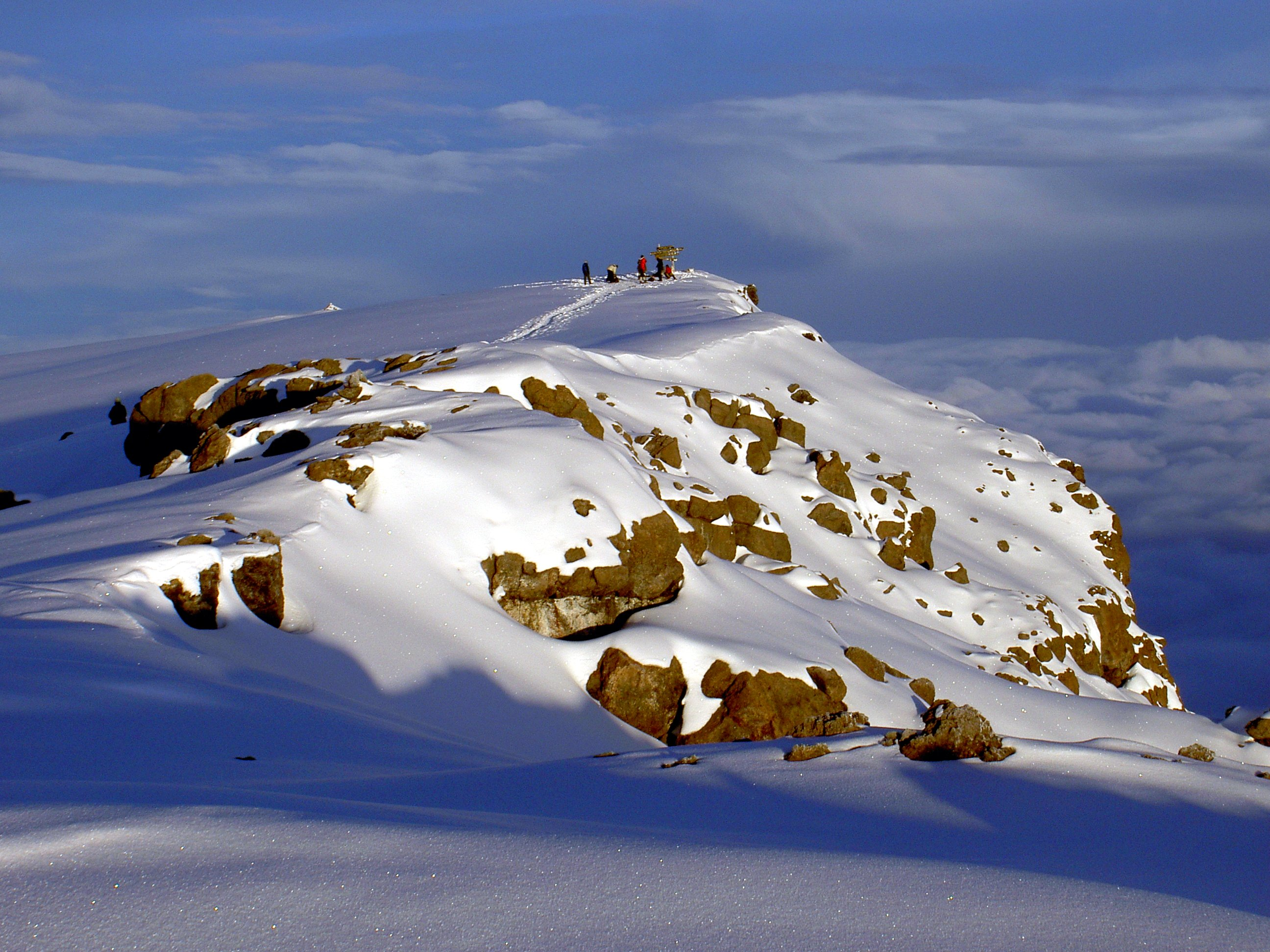
Uns alpinistes al cim de l'Uhuru Peak el desembre del 2006

1. Dimarts 22 d'octubre. Passen la nit a Horombo Hut i al matí fan la mitja travessa fins al Kibo Hut per tal d'aclimatar-se.
2. Dimecres 23. A la tarda arriben al darrer refugi, a 4.800 m d'altitud. Travesset i Lladó deixen les motos una mica més amunt.
3. Dijous 24. Comencen les veritables dificultats, sobretot en mirar de passar per tarteres de roca volcànica sense ajuda. L'equip sencer assoleix la punta Gilman a 5.820 m. De moment, però, les motos les deixen situades l'una (la B-1008-AM) a 5.100 m -aproximadament a l'alçada de la cova Meyer- i l'altra (la B-1007-AM), a 5.500 m.
4. Divendres 25. Continua l'ascensió. En vistes de l'extrema dificultat de pas per a les motos, decideixen continuar només amb una de les dues Sherpa T, la B-1007-AM, essent l'encarregat de portar-la fins al cim en Josep Maria Lladó.
5. Dissabte 26. A les lliscants tarteres s'hi afegeixen les grans pedres del darrers 500 m. A les tres de la tarda assoleixen el Gilman's Point (5.681 m, el punt on havien arribat Lacombe i Barret) i a les cinc de la tarda coronen per fi l'Uhuru Peak, a 5.895 m. Val a dir que els anteriors expedicionaris havien fet servir cordes en determinats trams per a pujar la moto, mentre que els igualadins varen completar l'ascensió sense cap mena d'ajut extern, propulsats en tot moment només per la moto.

### Ruta de retorn
Havent deixat enrere el territori de Kenya, i després d'una aturada forçosa a Etiòpia de més d'un mes (a causa d'uns disturbis), els cinc membres de l'expedició que encara restaven a l'Àfrica varen arribar a casa seva el 13 de gener de 1975.

## Els protagonistes
La composició detallada del grup era aquesta:
| Expedicionari             | Edat el 1974 | Any de naixement | Professió                        | Tasca durant l'expedició                       | Motorista (relleus) |
| ------------------------- | ------------ | ---------------- | -------------------------------- | ---------------------------------------------- | ------------------- |
| Pep Bou Farreras          | 23           | 1950             | Fotògraf                         | Fotògraf, secretari i comptable                | No                  |
| Juli Bernaus Bernaus      | 31           | 1942 o 1943      | Mecànic                          | Manteniment i reparació dels vehicles          | Sí                  |
| Josep Maria Casas Busquet | 23           | 1950 o 1951      | Estudiant de biologia            | Reserva (comodí)                               | Sí                  |
| Santiago Godó Rodés       | 42           | 1934 o 1935      |                                  | Organitzador                                   | No                  |
| Josep Maria Lladó Costa   | 21           | 1955 o 1956      |                                  | Primer pilot (peça clau de l'ascensió en moto) | Sí                  |
| Jaume Llansana Marcé      | 26           | 1947 o 1948      |                                  | Primers auxilis                                | Sí                  |
| Joan Mollà Parera         | ?            | ?                | Cineasta amateur                 | Filmacions al Kilimanjaro                      | No                  |
| Jaume Travesset Martorell | 24           | 1949             | Enginyer industrial i periodista | Organitzador i cap de l'expedició              | Sí                  |

Al Kilimanjaro els acompanyaren un guia (Saimón), i tres portadors.